# 파툴라스
피쿨라스, 파툴라스 (Pikulas

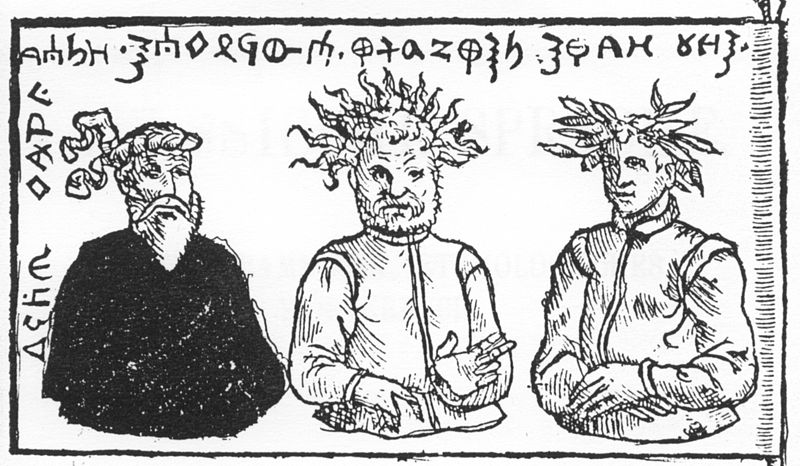
중세 깃발 : (왼쪽에서) 파툴라스, 페르쿤, 파트림파스

Patulas, Patollo, Patollum, Patollo, Patolen)와 동일시 되는 파툴루 (Patulu, Pocols, Pecol, Picullus, Pykullas)는 고대 프로이센의 디에바스로 삼위 일체에서 최초의 프로이센 로무바이다. 피쿨라스는 죽은 자들의 세계, 매장의 관습 및 의례와 관련이 있다. 지하 세계, 어둠, 분노 및 실패의 신으로 간주된다.